# Deropeltis adelungi
Deropeltis adelungi es una especie de cucaracha del género Deropeltis, familia Blattidae.

## Distribución
Esta especie se encuentra en Etiopía, Somalia y Kenia.